# Grim Vuijsters
Grim Vuijsters (18 de diciembre de 1982) es un deportista neerlandés que compitió en judo. Ganó una medalla de plata en el Campeonato Europeo de Judo de 2009, en la categoría de +100 kg.

## Palmarés internacional
| Campeonato Europeo | Campeonato Europeo | Campeonato Europeo | Campeonato Europeo |
| Año                | Lugar              | Medalla            | Categoría          |
| ------------------ | ------------------ | ------------------ | ------------------ |
| 2009               | Tiflis (Georgia)   | Medalla de plata   | +100 kg            |